# Första slaget vid Aisne
Första slaget vid Aisne var de allierades uppföljningsoffensiv mot högerflanken på den tyska 1:a och 2:a armén (ledda av Kluck respektive Bülow) efter deras reträtt efter slaget vid Marne i september 1914. Offensiven inleddes på kvällen den 13 september efter att tyskarna förföljts. När de två tyska arméerna nådde Aisne, förstärktes de av den 7:e armén (ledd av Heeringen) och satte upp ett försvar med skyttegravar längs Aisnes norra strand, med huvudförsvaret placerade på Chemin des Dames-åsen.
När de allierade anlände den 13 september attackerade den 5:e (ledd av Franchet d'Esperey) och 6:e franska armén (Manoury), understödda av BEF (French). Den 14 september fortsatte anfallen, nu mot Chemin des Dames-åsen, men tyska motanfall drev tillbaka attacken. Tyska kulsprutor och tungt artilleri höll stånd mot de attackerande fransmännen och britterna.
Tyskarna drevs tillbaka den 18 september och striderna avbröts den 28. Det blev till slut uppenbart för båda sidor att ingen av dem skulle lyckas med ett frontalangrepp mot befästa skyttegravar. Där utöver var fransmännen hårt pressade vid Reims. Istället försökte båda sidor manövrera sig förbi den andre på den norra flanken vilket resulterade i "kapplöpningen till havet". Det första draget gjordes av Joffre som flyttade sina styrkor norrut för att attackera den tyska högerflanken. Detta resulterade i första slaget vid Aisne.